# Sierra Madre del Sur

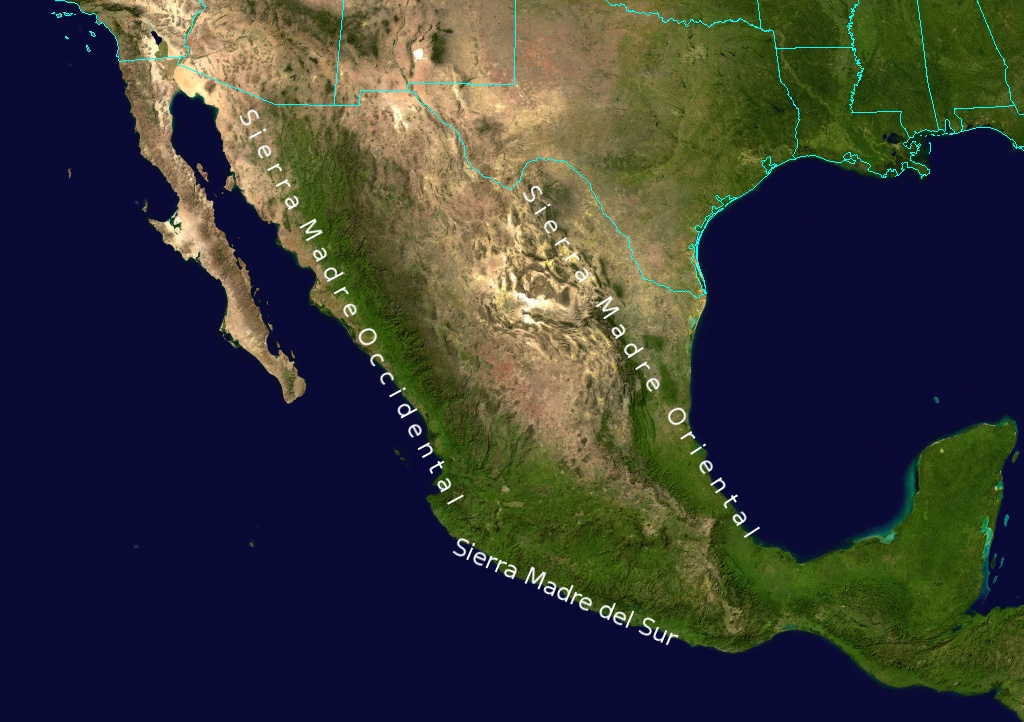
mapa Mexika s vyznačením nejvýznamnějších pohoří

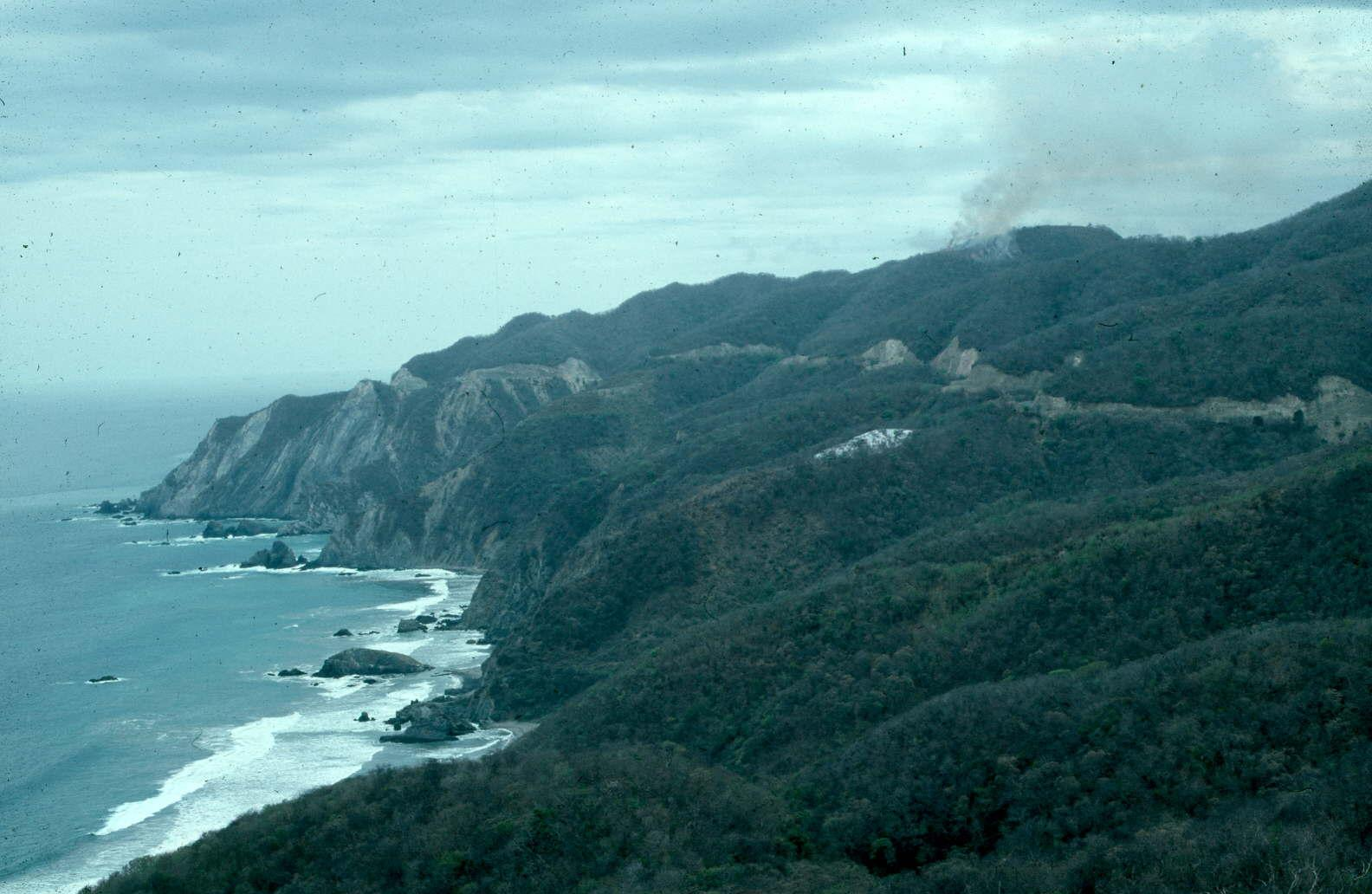
Sierra Madre del Sur

Sierra Madre del Sur je pohoří nacházející se na jihu Mexika. Rozkládá se mezi jihem mexického státu Jalisco a Tehuantepeckou šíjí na východě Oaxacy v délce přibližně 1000 km ve směru severozápad-jihovýchod. Táhne se paralelně k pacifickému pobřeží a Neovulkanickému pohoří, od kterého je oddělené depresí Balsas. Průměrná výška pohoří je 2000 m n. m., nejvyšší bod (Quie Yelaag) se tyčí do výšky 3710 m n. m.
Pohoří se vyznačuje velkou biodiverzitou. Zatímco v nižších nadmořských výškách roste tropický střídavě vlhký les, ve vyšších úrovních se rozkládají borovicové, dubové a jedlové lesy.